# Aspin-Aure
Aspin-Aure – miejscowość i gmina we Francji, w regionie Oksytania, w departamencie Pireneje Wysokie.
Według danych na rok 1990 gminę zamieszkiwało 51 osób, a gęstość zaludnienia wynosiła 4 osób/km² (wśród 3020 gmin regionu Midi-Pireneje Aspin-Aure plasuje się na 1012. miejscu pod względem liczby ludności, natomiast pod względem powierzchni na miejscu 901.).